# Wortelstokfranjekelkje
Het wortelstokfranjekelkje (Lachnum pygmaeum) is een schimmel behorend tot de familie Lachnaceae. Het leeft saprotroof op dode, door mos of strooisel bedekte, loofhouttakken en wortels. Het komt ook voor wortelstokken van grassen, in vochtige biotopen.

## Kenmerken
De apothecia (vruchtlichamen) hebben een min of meer gelig hymenium. De randharen zijn 35-45 (70) µm lang. De sporen meten 7-11 × 2-2,5 µm. De parafysen zijn 3-4 µm breed en 20-30 µm lang.

## Verspreiding
In Nederland komt het wortelstokfranjekelkje op de rode lijst in de categorie 'verdwenen'.